# Cataxia babindaensis
Cataxia babindaensis là một loài nhện trong họ Idiopidae.
Loài này thuộc chi Cataxia. Cataxia babindaensis được Barbara York Main miêu tả năm 1969.